# Sabrina, l'apprentie sorcière (téléfilm)
Pour les articles homonymes, voir Sabrina et L'Apprentie sorcière (homonymie).
Pour plus de détails, voir Fiche technique et Distribution.
Sabrina, l'apprentie sorcière (Sabrina, the Teenage Witch) est un téléfilm américain diffusé en 1996 sur Showtime.
C'est la première adaptation en prise de vue réelle de la série de comics du même titre de l'éditeur Archie Comics.
Il a servi de pilote pour la série télévisée du même titre. Seules deux actrices ont repris leurs rôles dans la série qui en a découlé : Melissa Joan Hart dans le rôle de Sabrina, dont le personnage reprendra le même nom que dans les comics, et Michelle Beaudoin dans le rôle de sa meilleure amie Marnie Littlefield, rebaptisée Jenny Kelley dans la série.

## Synopsis
Le téléfilm est axé sur le personnage de Sabrina Sawyer, qui vit chez ses tantes excentriques Hilda et Zelda, à Riverdale. Elles sont chargées de lui annoncer, à l'occasion de son seizième anniversaire, qu'elle est, comme tous les membres de sa famille, une sorcière. Sabrina est amoureuse de Seth, le plus beau garçon de l'école qui se trouve être l'ex-petit ami de Katie La More, la très populaire Queen Bee de l'école. Sabrina doit trouver un moyen d'utiliser ses pouvoirs magiques, nouvellement découverts, pour avoir les faveurs de Seth, sans pouvoir jeter de sort d'amour, qui pourrait se retourner contre elle.
Seth commence à remarquer Sabrina après qu'elle gagne une compétition d'athlétisme grâce à la magie. Elle devient alors sa partenaire pour le bal de promo. Katie découvre le secret de Sabrina et tente de le divulguer. Sabrina utilise sa magie pour transformer Katie en caniche avant qu'elle n'y arrive. Pendant ce temps, Harvey, amoureux secrètement de Sabrina, reste en retrait, ne pensant pas pouvoir rivaliser avec le populaire Seth.

## Fiche technique
- Titre original : Sabrina, the Teenage Witch
- Titre français : Sabrina, l'apprentie sorcière
- Réalisation : Tibor Takács
- Scénario : Barny Cohen, Kathryn Wallack
- Pays d'origine :  États-Unis
- Langue originale : anglais
- Genre : Comédie, fantastique
- Durée : 91 minutes
- Date de sortie : 
  -  États-Unis : 7 avril 1996

## Distribution
- Melissa Joan Hart (VF : Sarah Marot) : Sabrina Sawyer
- Sherry Miller (VF : Maïk Darah) : tante Hilda
- Charlene Fernetz (VF : Blanche Ravalec) : tante Zelda
- Michelle Beaudoin (VF : Sylvie Jacob) : Marnie Littlefield
- Ryan Reynolds (VF : Adrien Antoine) : Seth
- Tobias Mehler (VF : Vincent Barazzoni) : Harvey
- Lalainia Lindbjerg (VF : Laurence Sacquet) : Katie La More
- Laura Harris (VF : Marie-Eugénie Maréchal) : Freddie
- Kea Wong (VF : Laura Préjean) : Fran
- Jo Bates : le coach
- Janine Cox : Sales Clerk
- Biski Gugushe : Larry
- Tyler Labine (VF : Laurent Morteau) : Mark
- Noel Geer : Jeff
- Jim Swansburg : M. Dingle
- Nick Bakay (VF : Patrick Préjean) : Salem, le chat (voix)

Source et légende : Version française (VF) sur Doublagissimo

## Remarques
Dans ce téléfilm, Hilda et Zelda ont un caractère inversé à celui de la série, c'est-à-dire que Hilda est ici la tante la plus sérieuse et Zelda celle qui s'amuse, tandis que dans la série Sabrina, l'apprentie sorcière, Zelda est la plus sérieuse et Hilda est plus extravagante.